# Kvarndammen (Västra Hargs socken, Östergötland)
Kvarndammen är en sjö i Mjölby kommun i Östergötland och ingår i Motala ströms huvudavrinningsområde. Sjöns area är 0,04 kvadratkilometer och den är belägen 151,5 meter över havet.